# The Yellow Kid
Mickey Dugan, meglio noto come The Yellow Kid, è il protagonista di At the Circus in Hogan's Alley, una delle prime serie di strisce a fumetti della storia e a lungo erroneamente considerata la prima serie a fumetti in assoluto.
Yellow Kid (lett. "bambino giallo" in inglese) è un bambino dai denti sporgenti, goffo e vestito di una camicia da notte gialla lunga fino ai piedi.
Il suo enorme successo è stato all'origine della moderna industria del fumetto. Nel 1995 fu uno dei venti personaggi a fumetti inclusi nella serie commemorativa di francobolli statunitensi Comic Strip Classics.

## Storia editoriale
At the Circus in Hogan's Alley era una serie di strisce a fumetti scritta e disegnata da Richard Felton Outcault, pubblicata per la prima volta in bianco e nero nel giugno del 1894 sulla rivista Truth e successivamente, a partire dal 5 maggio 1895, a colori sul supplemento domenicale del New York World di Joseph Pulitzer dove ottenne un grande successo. Tra i personaggi della serie, ambientata in un multietnico ghetto newyorkese, fa la sua comparsa un bambino irlandese, Mickey Dugan, meglio conosciuto come The Yellow Kid, che presto ne diventerà il protagonista.
A partire dal 25 ottobre 1896 Outcault passò a realizzare la serie sull'American Humourist, supplemento domenicale a colori del New York Journal di William Randolph Hearst, principale concorrente del World, che continuerà comunque anch'esso a pubblicare il personaggio affidandolo al disegnatore George Luks, sfruttando leggi ancora ambigue sul diritto d'autore per disegnare la striscia sul suo giornale e in tal modo ci si ritrovò con due differenti serie di Yellow Kid in due diversi giornali in agguerrita competizione. Entrambe terminarono nel 1898.
Inizialmente i personaggi si esprimevano attraverso frasi scritte all'interno di cartelli, mentre il protagonista aveva i dialoghi scritti sul suo camicione e quasi sempre con espressioni gergali e volutamente sgrammaticate. Le prime nuvolette appaiono sulla tavola datata 10 novembre 1895 (da parte di un pappagallo in gabbia e di un bambino che vende fotografie), mentre sulla celebre tavola pubblicata il 25 ottobre 1896 (la prima apparsa sul New York Journal) dal titolo The Yellow Kid and his new phonograph si esprimerà per la prima volta attraverso una nuvoletta.

## Altri media
Nel 1994 l'editrice Comic Art pubblicò in edicola un videogioco d'avventura per MS-DOS in italiano, Yellow Kid - Giallo... al circo.

### Fonti
La più completa edizione delle tavole del personaggio, che comprende la riproduzione di tutte le tavole di Outcault, è:
- Bill Blackbeard (a cura di), R.F. Outcault's the Yellow Kid: A Centennial Celebration of the Kid Who Started the Comics. Northampton, Kitchen Sink Press, 1995. ISBN 0-87816-380-8.

Per la produzione di George Luks:
- Alfredo Castelli (a cura di), L'altro Yellow Kid-L'altro Little Nemo, Napoli, Comicon Edizioni, 2010. ISBN 88-88869-32-8.

La riproduzione anastatica del volume McFadden's Flats è stata pubblicata in Italia dalla Comicon:
- Edward Waterman Townsend e Richard Felton Outcault, The Yellow Kid in McFadden's flats, a cura di Alfredo Castelli, Napoli, Comicon, 2015, ISBN 978-8898049370.

### Letteratura critica
- Bill Blackbeard, The Yellow Kid, the yellow decade, in Bill Blackbeard (a cura di). R.F. Outcault's the Yellow Kid: A Centennial Celebration of the Kid Who Started the Comics, cit., pp. 16-136.
- Alfredo Castelli, Cent'anni di industria, in Ferrucio Giromini et al., Gulp! 100 anni a fumetti, Milano, Electa, 1996, pp. 43-45.
- Alfredo Castelli, Strangolate Yellow Kid, in Edward Waterman Townsend, Richard Felton Outcault, The Yellow Kid in McFadden's flats, cit., pp. VI-XVI.
- Alfredo Castelli, Rarità e delusione, in Edward Waterman Townsend, Richard Felton Outcault, The Yellow Kid in McFadden's flats, cit., pp. non numerate.
- Coulton Waugh, The Comics (Studies in Popular Culture Series), Jackson, University Press of Mississippi, 1991  [1947], ISBN 978-0878054992.